# Публічний прояв почуттів
Публічний прояв почуттів - публічні дії, що є з точки зору спостерігача актом фізичної близькості і розцінюються як непристойні дії. Ставлення до публічного прояву почуттів залежить від культурних традицій, соціальних норм і сексуальної етики, які панують у тому чи іншому суспільстві. Одні й ті ж дії в різних культурах можуть розцінюватися як фізична близькість або не вважатися такою.
Наприклад, в ПАР закон забороняє прилюдно виявляти любов особам молодше 16 років.  Цілуватися і обніматися на публіці заборонено також в Індії, Китаї, в декількох державах арабського світу та Африки (в Саудівській Аравії, Мозамбіку). За прилюдний поцілунок в Ірані або ОАЕ загрожує багатомісячне тюремне ув'язнення.  З іншого боку, в Нідерландах в кількох великих містах було дозволено займатися сексом у парках у вечірній і нічний час за умови дотримання деяких правил. 

## Див. Також
- Ексгібіціонізм
- Публічний секс, Догінг
- Аврат
- Поцілунки на камеру